# 持続可能な開発のための経済人会議
持続可能な開発のための経済人会議（じぞくかのうなかいはつのためのけいざいじんかいぎ、BCSD:Business Council for Sustainable Development）とは、1992年の国連地球サミット（UNCED）において、経済界からの「持続可能な開発」についての見解を提言することを目的として、環境保全と経済発展に関する国際的関心と必要な行動を促すために創設した団体である。

## 概説
UNCED以前の企業における環境に関する取組みは、生産活動に生じた公害対応など地域的な規模に留まっていた。地球的規模での関心の高まりは、1972年にローマクラブの報告書「成長の限界」による、世界人口と工業投資が幾何級数的成長を続けると地球上の天然資源は枯渇し、環境汚染は再生の許容範囲を超え、成長は限界に達することが、全地球的システムのモデルで現されたことに始まった。人類の成長には地球という器の限界があることを強く認識した元で、広範囲に渡る持続不可能性を示す根拠が掲示されたことから、持続可能な開発の概念が多くの議論で登場するようになった。
これまで地球環境問題の取組みは、政府、援助機関、環境保護団体の仕事と見なされていたが、欧州を中心とした企業による環境問題に関する取組みが活発化していた。1990年、UNCEDの開催に先立って、世界27カ国から経済人48名がBCSDに集まり、世界各地で準備会合、シンポジウム、研究部会を開き、環境問題に取り組む企業活動を推進した。国際的に好景気であった日本からは7名参加している。

## 主な沿革
- 1990年、UNCED事務局長モーリス・ストロング[注釈 1]からの要請により、ステファン・シュミットハイニーがおよそ50人の経済人に対し、持続可能な開発のための経済人会議（BCSD）への参加を呼びかけた。
- 1991年4月、オランダのハーグにて、BCSDにとって最初の総会が開催された。
- 1991年7月、BCSDは国際標準化機構（ISO）へ、環境に関する国際規格の策定を要請した。
- 1992年5月、スイスのジュネーヴにおける公式発表の場にて、BCSDの報告書「チェンジング・コース」がUNCED経済産業問題担当首席顧問、兼BCSD議長ステファン・シュミットハイニーからUNCED事務局長モーリス・ストロングへ手渡された。
- 1992年6月、ブラジルのリオ・デ・ジャネイロにて、国連地球サミット（UNCED）が開催された。
- 1993年、国際商業会議所（ICC）が、環境のための世界産業会議（WICE）[注釈 2]を設立。
- 1994年、WICEはGATT事務局（現WTO）へ報告書（仮訳「貿易と持続可能な開発：ビジネス展望」）を提出。また、環境報告書作成のガイドライン（環境に関する経営のための指針）を公表した。
- 1995年、BCSDはWICEと併合し、持続可能な開発のための世界経済人会議（WBCSD）[注釈 3]を創設した[1]。
- 1996年、ISOから環境マネジメントシステムに関する国際規格（ISO 14000シリーズ）の発効が開始される。

## 市場の拡大と責任
環境問題を思慮しない市場の拡大は、持続は不可能とする科学的根拠を持つ不確実性が次々示されていた。
BCSD議長（兼、UNCED経済産業問題担当首席顧問）ステファン・シュミットハイニーは、報告書「チェンジング・コース」の中で、環境を考慮しない経済発展が破滅へ向かう進路から、持続可能な発展を目指した進路へ変更することを訴えている。環境マネジメントシステムの構築・運用を通じてチェンジング・コース、つまり、持続可能な循環型社会へと進路の変換を目指したものである。
無視できない環境危機に対して過剰に反応するのはことは危険である。しかし、標準から逸脱した悪化状況を無視したり、覆い隠すことは無責任と言える。BCSDでは、思慮深く、関連性をもった世界的傾向に目を向けて、環境と経済の調和となる道を模索した。
主に次のことが課題となった。
人口増加
急激な人口増加は、環境に被害を与える原因を悪化させる。
自然環境破壊
自然資源の消費が加速度的に増大しており、消費は非効率的であった。無計画な開発は、自然環境の再生に必要な時間が与えられていないため、自然資源の利息までも減少している。
人口増加と資源の無駄遣い
相乗効果的に悪化を招き、生産性の大きい地域では環境への打撃が著しい。農産物の生産増加に伴う土地劣化、森林の砂漠化、産業の発展による水質汚濁など。
生態系の劣化
自然環境悪化に伴う生物多様性と遺伝子情報の損失。環境変化の改善は可能だが、失われた生態系は取り戻すことが不可能である。
汚染
無計画な開発による資源の乱用は、大気汚染、水質汚染、土壌汚染を伴う。多くの汚染物質は残留性が強く、潜在的に増大している。最も複雑で潜在的に重要な問題は地球温暖化である。

## 環境費用
企業や組織等が環境に与える影響について、社会的責任を果たす原理とした環境費用の位置付けが課題となる。環境保全のために市場を活用するべく、環境に与える損害の費用を反映させる手法、つまり、環境保全費用を内部化したフル・コスト・プライシングが検討されており、予防原理に基づいた環境費用の内部化及び汚染者負担原則が思慮されている。
社会が向かう経済進路の変換において、直接規制、自主規制、経済的手法の3点から、抵抗ではなく参加を呼びかけている。

### 直接規制
国際条約、各国政府が設定する規制。環境保全のための基本的な枠組みとして有用な手段である。企業等に守らせる基準は必要だが、コストパフォーマンスが優れているとは言えない。特定の問題に効果を発揮した後の変化に対して柔軟性に欠け、細部までの規制はしばしば継続的な改善が困難となる非効率的な場合がある。開発途上国では、企業の規制遵守を監視する管理機能が健全に働かないことが問題となる。

### 自主規制
企業が自主的に設定する企業の社会的責任。政策の要求、自主的かつ率先的な行動、環境報告書による環境影響評価の公開、ステークホルダーとのコミュニケーション、同業他社との優位性、共通の課題に対する共通の認識、多国籍企業による一貫した行動など、さまざまな方法があり、市場の競争が企業の信頼を得るものに結びつける。コストパフォーマンスに優れている。
問題点として、カルテルと保護主義が発生するおそれ、規制を遵守せず市場競争における不当な利益を得ようとするただ乗り企業が発生し、問題を生じる可能性がある。これらの問題には政策的措置を図ることになるが、被害の防止にはステークホルダー側の社会的責任が重要となる。

### 経済的手法
市場経済を利用する最も関心が高く複雑な手法。継続的な改善を伴う報酬とインセンティブの設定、環境保全を目的とした進路を外れぬよう市場をさらに効率的に活用すること、政府と企業、そして市民が追求する共通の目的に対してコストパフォーマンスが高い方法、現状の汚染対策から汚染防止へと移行する手段、などが経済的手法を必要とした理由である。
環境保全を目的とした環境政策を実現するために、地球環境問題に関する課題と資源の消費を少なくする方法、技術の改善及び開発、経営者の思考を変えること、効率よく環境汚染の少ない経済社会の構築、消費者の選択性を変化させることが必要であった。しかし、多くの国では規制に依存しており、経済的手法を有効活用できてはいなかった。

## 環境効率的
環境効率的（eco-efficient）とは、環境（ecology）と経済（economy）の両面で効率的であること。産業界をはじめとした取組みの基本となるべく、環境保全と経済成長の両立を目指すBCSD作業過程で作られた造語である。エコ・エフェンシー（eco-efficiency）、環境効率性などと称し、WBCSDへ引き継がれている。
産業界は、脱生産及び再生産へと向かう方針が望まれていた。環境効率とは、資源の消費と加工に要するエネルギー利用を抑制しつつ、競争力の向く先が循環型社会となる持続可能な開発に対応した概念である。

## 環境ISO
BCSDでは、持続可能な開発のための企業が取るべき行動について、環境パフォーマンス、製品・サービスのライフサイクルなどの分析を行う過程で国際規格化の重要性が議論された。即ち、環境に関する国際規格によって持続的発展を可能にすることであった。1991年7月、BCSDはこれを国際標準化機構（ISO）へ要請した。ISOはBCSDからの要請を受け、標準化を検討するため、国際電気標準会議（IEC）と共同でアドホック・グループ「環境に関する戦略諮問グループ（ISO/IEC/SAGE）」を同年9月に設立した。

1992年の国連地球サミットで採択された「リオ宣言」「アジェンダ21」を受けて、BCSDはISO規格の制定を提言した。1993年、SAGEは環境マネジメントに関する国際規格制定のための専門委員会の新設を決議し、ISO理事会は環境マネジメント専門委員会（TC207）の新設を決定した。

## 日本からの参加企業[3]
- ブリヂストン
- ダイキン
- 電通
- 富士通
- 日立
- HONDA
- コマツ
- 三菱重工
- SOMPOホールディングス
- 住友化学
- 住友林業
- 住友ゴム工業
- TOYO TIRES
- トヨタ
- Panasonic
- 横河電機
- 横浜ゴム

## Avoided Emissionsに関するガイダンス
2023年3月23日、WBCSDとその参加企業は、Carbon4が主導するNet Zeroイニシアチブと共同で「Avoided Emissions」に関するガイダンス資料を発表した。Avoided Emissionsとは、とある施策が実行された場合に実行されなかった場合と比べてどれだけ社会のGHG排出を減らしたかを表す指標である。ガイダンス資料は合計55ページであり、Avoided Emissionsの定義、活用方法、検証方法、評価方法、報告方法などの内容を含む。